# NRT III
NRT III est le tombeau que Psousennès Ier s’est fait aménager dans la nécropole royale de Tanis.
Plusieurs indices font supposer que Psousennès Ier n'a pas été le premier souverain de la XXIe dynastie à aménager sa tombe dans cette partie du site de Tanis. Les niveaux d’imbrication des fondations de cette tombe avec ceux de sa voisine, la NRT I dont le dernier état date d'Osorkon II, indiquent clairement l’antériorité de cette dernière. De plus Psousennès Ier lorsqu'il fait bâtir l'enceinte du temple d'Amon de Tanis, fait dévier de son axe le tracé du massif mur de brique crues, englobant le secteur de la nécropole royale. Cela implique l'existence d'une fondation précédant le règne de Psousennès Ier d'une grande valeur ou plutôt d'un caractère sacré, que la présence des tombes de ses ancêtres pourraient expliquer, bien que jusqu'à ce jour aucune trace d'une telle antériorité n'ait été mise au jour.
Le tombeau  de Psousennès Ier est placé, en quelque sorte, au centre de la nécropole connue jusqu'ici. Elle est jouxtée sur son côté nord-ouest par la tombe d'Amenemopet son successeur, tandis que  celle d'Osorkon II, la NRT I, la longe sur son côté sud-est, et celle de Sheshonq III, la NRT V, se trouve un peu plus à l'ouest encore. Au sud-ouest se trouve enfin la NRT VI, tombe anépigraphe de petite dimension dont la date de fondation et le propriétaire échappent encore à une identification précise.
L'égyptologue français Pierre Montet, découvre dans la nécropole royale de Tanis, le 15 mars 1939 le tombeau pharaonique totalement inviolé à ce jour.

## Découverte
C’est la troisième tombe découverte par la mission Montet le 15 mars 1939. En dégageant le premier ensemble découvert, les égyptologues mettent rapidement au jour de nouvelles dalles d'un plafond qui se révèle être celui du tombeau de Psousennès Ier. Aucune effraction n'étant constatée, ils nettoient la surface délimitant ainsi un vaste périmètre formé de dalles de grandes dimensions qui forment l'essentiel de la structure et sur la partie nord-est de cet ensemble, ils découvrent des dalles plus petites disposées perpendiculairement à l'axe général. C'est le puits d'accès au tombeau. 
Aucune trace d'effraction n'est constatée et les petites dalles sont retirées. Le puits se révèle être comblé jusqu'à la surface. C'est d'abord de la terre accumulée par les siècles, puis un bouchon constitué de gros blocs entassés et mélangés à du sable. Enfin apparaît la porte murée du tombeau royal, intacte. 
Une fois les blocs qui la constituaient retirés, les égyptologues pénétrèrent dans le caveau et après un court passage découvrent l'antichambre. L'ensemble est décoré de reliefs aux noms de Psousennès Ier et la pièce est occupée par les restes de mobiliers funéraires de plusieurs sépultures, manifestement déménagées là à la manière d'une cachette royale. 
Sur une estrade constituée de gros blocs dépareillés et hâtivement mis en place apparaît un sarcophage hiéracocéphale en argent massif, celui de Sheshonq II. Il était encadré par les restes désagrégés de deux autres sarcophages autrefois en bois doré, contenant deux momies réduites à l'état de squelette. Au sol, devant cet ensemble mortuaire, s'entassent des centaines d'oushebtis, les vases canopes, des vases et autres vestiges des trois viatiques funéraires qui, ayant déjà subis le sacrilège d'un premier pillage, avaient dû être mis à l'abri dans le tombeau de Psousennès.  
Rapidement les archéologues discernent le passage vers au moins deux autres chambres, puis vers une troisième, qui se révéleront être respectivement dans l'ordre de leur découverte, les caveaux prévus pour Ânkhefenmout, fils de Psousennès Ier, celui du roi lui-même et enfin celui de son épouse, la reine Moutnedjemet, dans lequel plus tard sera réinstallé le roi éphémère Amenemopet.
Enfin après avoir vidé complètement l'ensemble déjà découvert, et après la guerre qui faisait rage en Europe, en 1945, la mission Montet met au jour le caveau inviolé du général Oundjebaoundjed, dernière découverte spectaculaire de la nécropole royale de Tanis.

## Les sépultures
Une fois le puits dépassé, on trouve donc l'antichambre qui distribue les différents caveaux royaux ou princiers. Ces chambres funéraires sont numérotées de 1 à 4.

### L'antichambre
NRT III, l'Antichambre est la première pièce du tombeau contenant trois sépultures secondaires de personnages royaux installés sur une estrade constituée de blocs de granite remployés parmi lesquelles seront identifiées les momies de Siamon et de Psousennès II. 
Désagrégées avec le temps et les mauvaises conditions de conservation du sol tanite, leur identification sera rendue possible grâce aux oushebtis placés devant eux ainsi qu'au scarabée de cœur que contenait encore l'une des deux dépouilles royales.  
Elles étaient contenues dans des sarcophages en bois doré, disparus depuis longtemps avec les siècles et l'humidité ambiante. Seuls subsistaient les ornements en bronze qui formaient notamment les yeux et les deux uræi, ainsi que des débris de feuilles d'or retrouvés sur place. Les deux corps comportaient encore quelques bijoux épargnés lors du premier pillage dont elles ont été victimes avant de reposer en sécurité dans l'antichambre du caveau de Psousennès. Devant l'estrade, outre les ouchebtis aux noms des rois, leurs vases canopes ont été également découverts. 
Au milieu de la même estrade, encadré par les deux rois de la XXIe dynastie, se trouvait le sarcophage de Sheshonq II, intact. Ce grand sarcophage hiéracocéphale en argent massif ciselé, contenait la momie du roi, certes réduite à l'état de squelette, mais couverte de tous les bijoux prophylactiques qui avaient été placés sur le corps du roi et entre les bandelettes disparues. Le visage du roi était recouvert d'un masque en or massif. Devant l'estrade se trouvaient également les ouchebtis du roi ainsi que ses vases canopes contenant quatre petits sarcophages en argent massif qui abritaient autrefois les viscères momifiés du roi.
Plusieurs vases en albâtre et céramiques avaient été déposés devant l'estrade, entassés le long de la paroi du fond de l'antichambre dans laquelle était aménagée les accès aux autres caveaux royaux.

Trésor funéraire de Sheshonq II
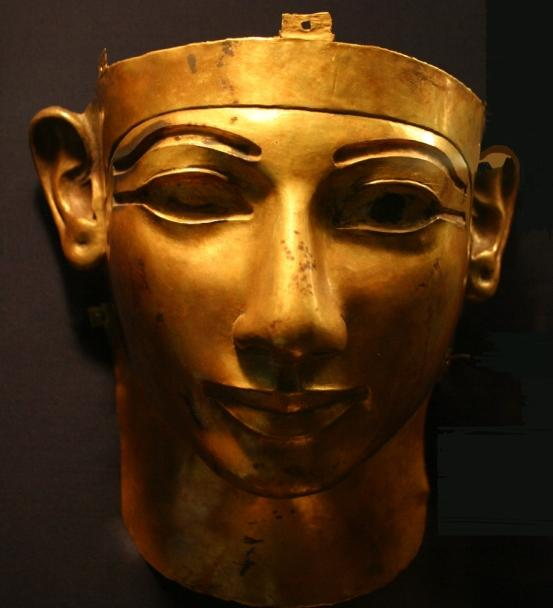
Masque funéraire du roi
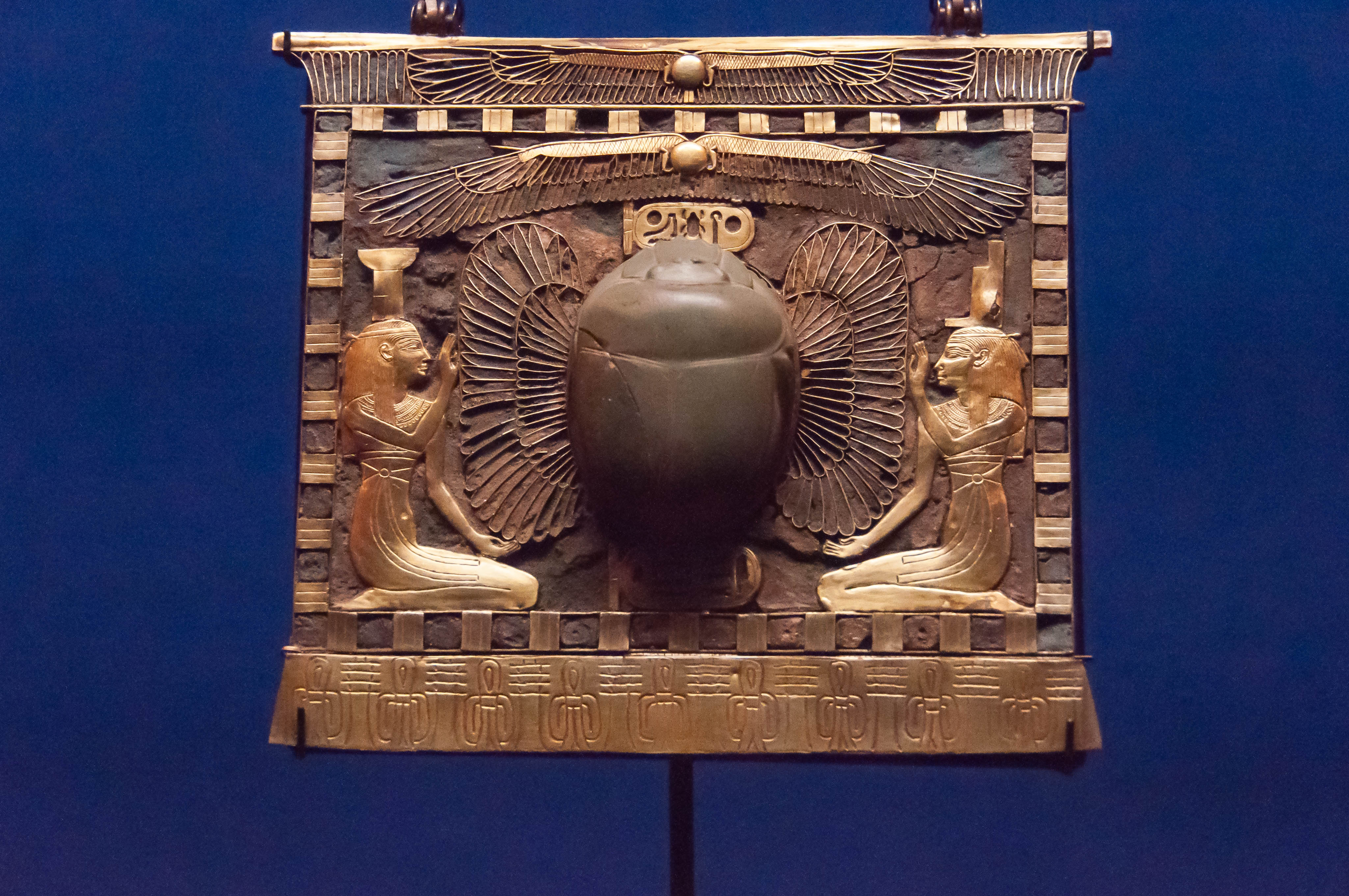
Pectoral de Sheshonq II

### Le caveau dePsousennèsIer
NRT III,1 est le caveau de Psousennès Ier, ouvert le 16 février 1940 soit presque un an jour pour jour après la découverte de la première tombe de la nécropole. 
Avant de pouvoir l'ouvrir il a fallu démonter le mur décoré de relief qui masquait l'entrée et retirer le bouchon de granit qui en obstruait l'accès. Une fois cette opération délicate achevée les égyptologues découvrent une pièce de cinq mètres sur deux, édifiée toute en granite, au fond de laquelle trône le massif sarcophage royal, intact. 
Devant et tout autour de ce premier sarcophage externe, s'accumulent une extraordinaire collection de vaisselle en métal précieux, des centaines d'ouchebtis, quatre vases canopes et des vases en albâtre. L'étude de ce viatique funéraire révéla que certains objets étaient de véritables antiquités à l'époque du roi tanite.  Ainsi s'y trouvait une sorte de brasero en bronze aux cartouches de Ramsès II, relique plausible du mobilier funéraire du célèbre pharaon ou plus probablement prélévé parmi les objets rituels d'un des temples du roi comme le suggèrent les inscriptions qui accompagnent les cartouches. 
Le sarcophage externe initialement appartenait à Mérenptah. Il provient donc de la tombe du roi dans la vallée des Rois, indiquant clairement qu'à l'époque de Psousennès Ier on n'hésitait pas à réutiliser cet héritage livré au pillage depuis la fin de la XXe dynastie. Le couvercle figurait au-dessus une figure royale protégée à sa tête par une statue d'Isis agenouillée, et au-dessous une grande figure en haut relief de la déesse Nout, étendant ses bras au-dessus d'elle dans un geste de protection ou d'embrassement du royal défunt.
Ce sarcophage abritait un second sarcophage externe, remploi d'une sépulture d'un noble du Nouvel Empire, dont le nom a été effacé rendant impossible l'identification de son premier propriétaire.
Il contenait un troisième sarcophage momiforme, cette fois au portrait du roi, de style rishi, portant le némès avec un uræus d'or, le tout en argent massif ciselé et inscrit au nom du roi. 
La momie royale abritée dans cette succession de trois sarcophages emboîtés, est apparue recouverte d'or. Un plastron protégeant le torse, le bassin et les jambes avait été réalisé dans une feuille d'or ciselée au nom du roi. Elle symbolisait le corps momifié du roi, tandis que la tête était recouverte par un masque en or massif d'une facture et d'une élégance rare, qui en font un chef-d'œuvre de l'orfèvrerie égyptienne antique. La momie, dont il ne restait au moment de la découverte plus que le squelette, devait être autrefois enveloppée de bandelettes faites du lin le plus fin entre lesquelles étaient insérées des amulettes prophylactiques et des parures royales d'une grande finesse. Cette collection de bijoux était bien plus abondante que celle trouvée sur la momie déjà très riche de Sheshonq II mise au jour dans l'antichambre voisine un an auparavant.
Le tombeau contenait d'autres objets ayant appartenu au grand prêtre d'Amon, Pinedjem Ier, le père de Psousennès, ou qui étaient des dons de son épouse Moutnedjemet dont le caveau avait été prévu à côté de celui de Psousennès. D'autres reliques enfin étaient dédicacées par le grand prêtre d'Amon Smendès II. 
L'ensemble de ces indices et trouvailles inédites permettaient de mieux situer les liens qui unissaient la monarchie tanite avec les rois-prêtre de Karnak. L'histoire de la XXIe dynastie pouvait ainsi se réécrire à l'aune de cette découverte majeure qui mettait en lumière le règne d'un roi considéré auparavant comme mineur ou effacé face à la toute-puissance d'un clergé thébain. Désormais il convenait de considérer la coexistence de ces lignées avec plus de nuance. Si la séparation des deux royaumes était réelle, la royauté était bien installée au nord du pays, à Tanis. 

Trésor funéraire de Psousennès Ier
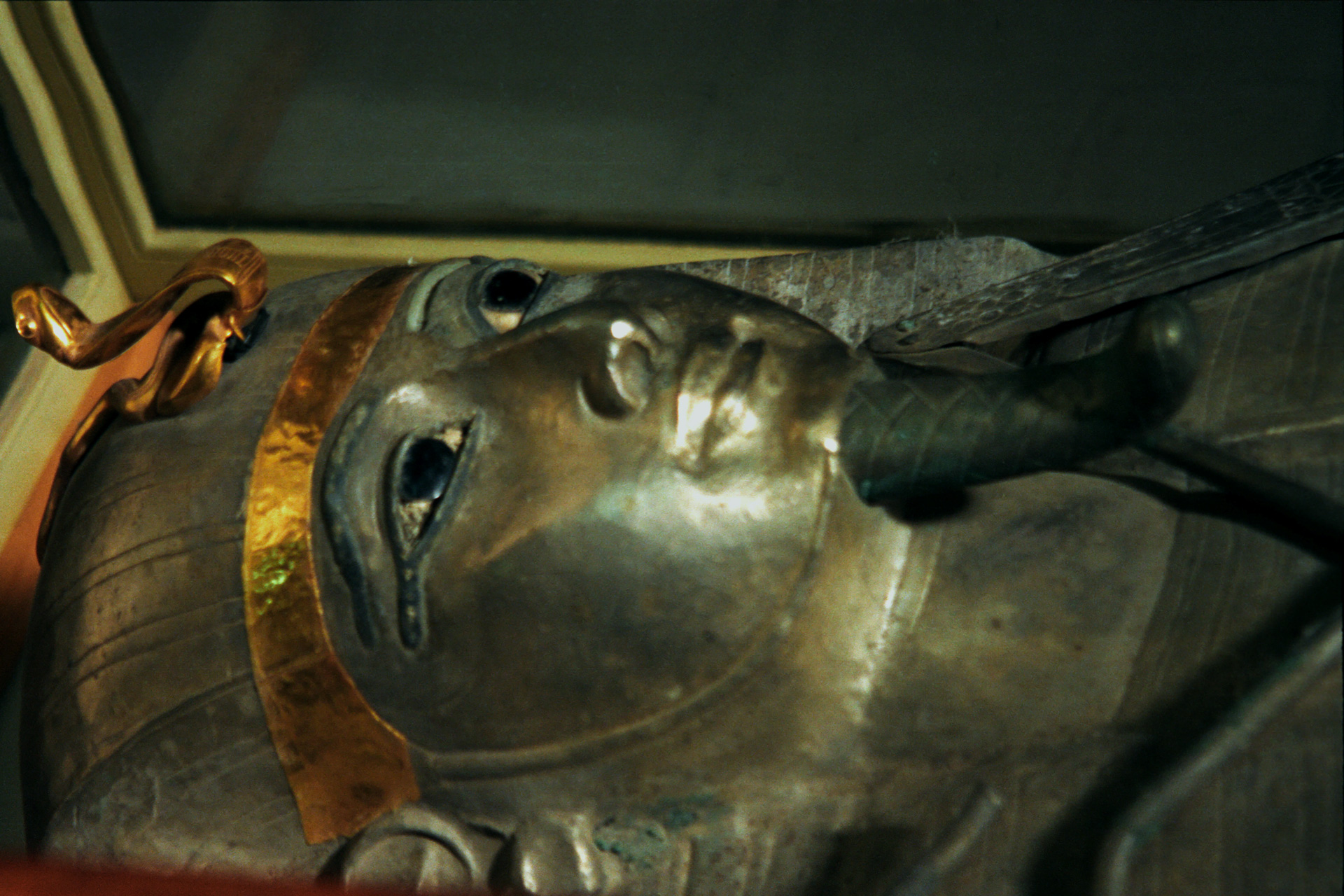
Sarcophage interne en argent du roi
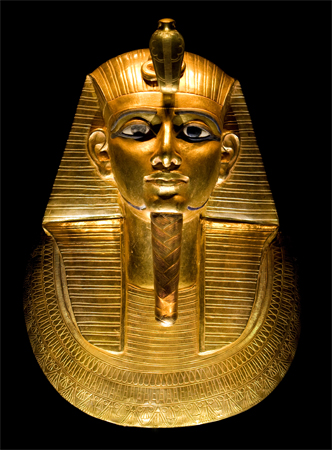
Masque funéraire du roi
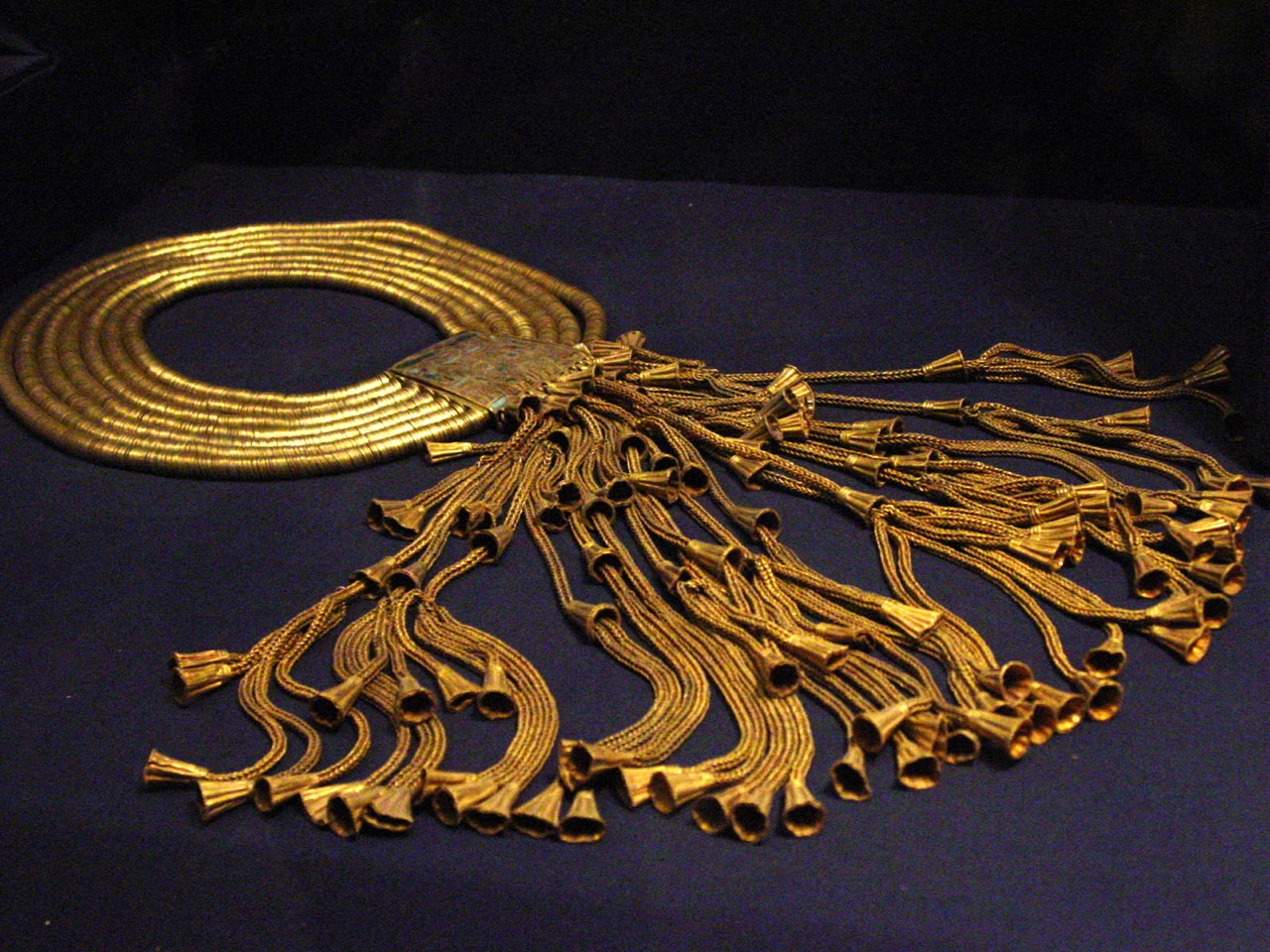
Grand collier shebti en or trouvé sur la momie du roi

### Le caveau de Moutnedjemet et d'Amenemopet
NRT III,2 est la chambre funéraire qui se trouve immédiatement après celle de Psousennès Ier. Elle avait été prévue par le roi pour la grande épouse royale, la mère royale, Moutnedjemet. Les inscriptions de l'antichambre et les reliefs épargnés de la chambre elle-même le prouvent, ainsi qu'un cartouche au nom de la reine retrouvé sur le sarcophage qui trône au milieu de la pièce. Il s'agit là de la seule sépulture attestée d'une grande épouse royale de la Troisième Période intermédiaire, bien que la reine n'y fut pas retrouvée et que sa royale momie ainsi que son mobilier funéraire aient été déménagés ailleurs à une époque encore imprécise. 
En effet, c'est le pharaon éphémère Amenemopet, dont le caveau original se trouve plus au sud-ouest de la tombe de Psousennès Ier, que Pierre Montet et son équipe mettent au jour le 16 avril 1940. 
Le roi avait été déménagé dans le caveau de la reine afin de le préserver une ultime fois d'un pillage qui avait laissé des traces notamment sur le sarcophage de bois plaqué d'or, dont le masque apparu déformé aux découvreurs. Le sarcophage momiforme n'existe plus mais le plaquage d'or a permis de restituer l'apparence complète de la tête du roi, coiffé du némès et orné d'un splendide uræus en or cloisonné serti de pierre semi-précieuse, dont la facture n'est pas sans rappeler les meilleurs exemplaires du Nouvel Empire ou encore du Moyen Empire.
La momie du roi, victime des mêmes mauvaises conditions de conservation qui avaient désagrégé toutes les matières organiques de l'ensemble des caveaux, apparut protégée d'un masque en or et couverte de bijoux et parures royales de haute qualité, livrant après les découvertes de celles de Sheshonq II et de Psousennès Ier, une troisième collection d'orfèvrerie de la Troisième Période intermédiaire.
Le mobilier funéraire royal était toutefois moins riche que celui de Psousennès. Probablement déjà amputé d'une partie de ses richesses lors du premier pillage avorté que la sépulture originale du roi eut à subir, il contenait encore une belle collection de vaisselle en métal précieux. 

Trésor funéraire d'Amenemopet
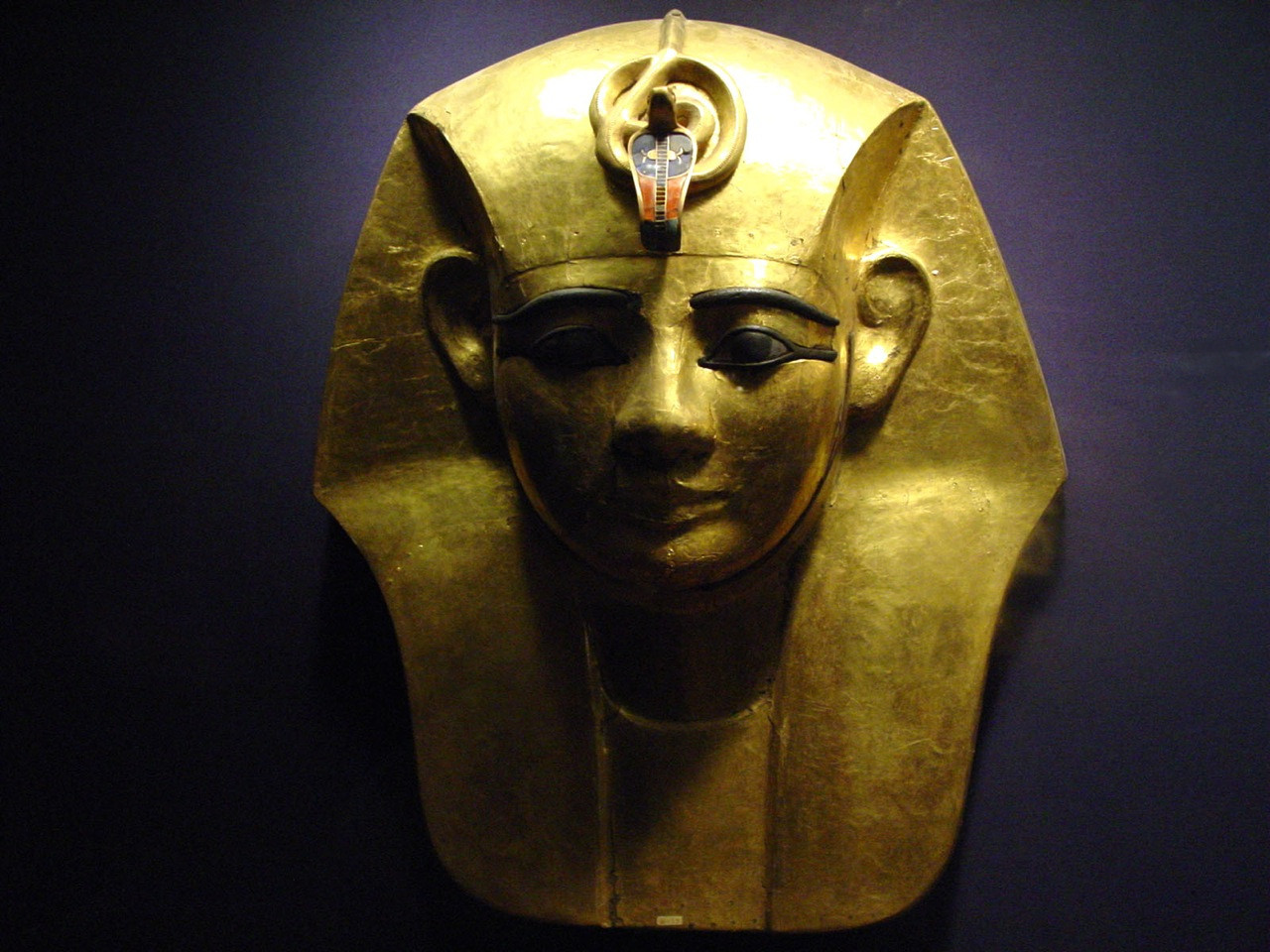
Masque du sarcophage doré d'Amenemopet
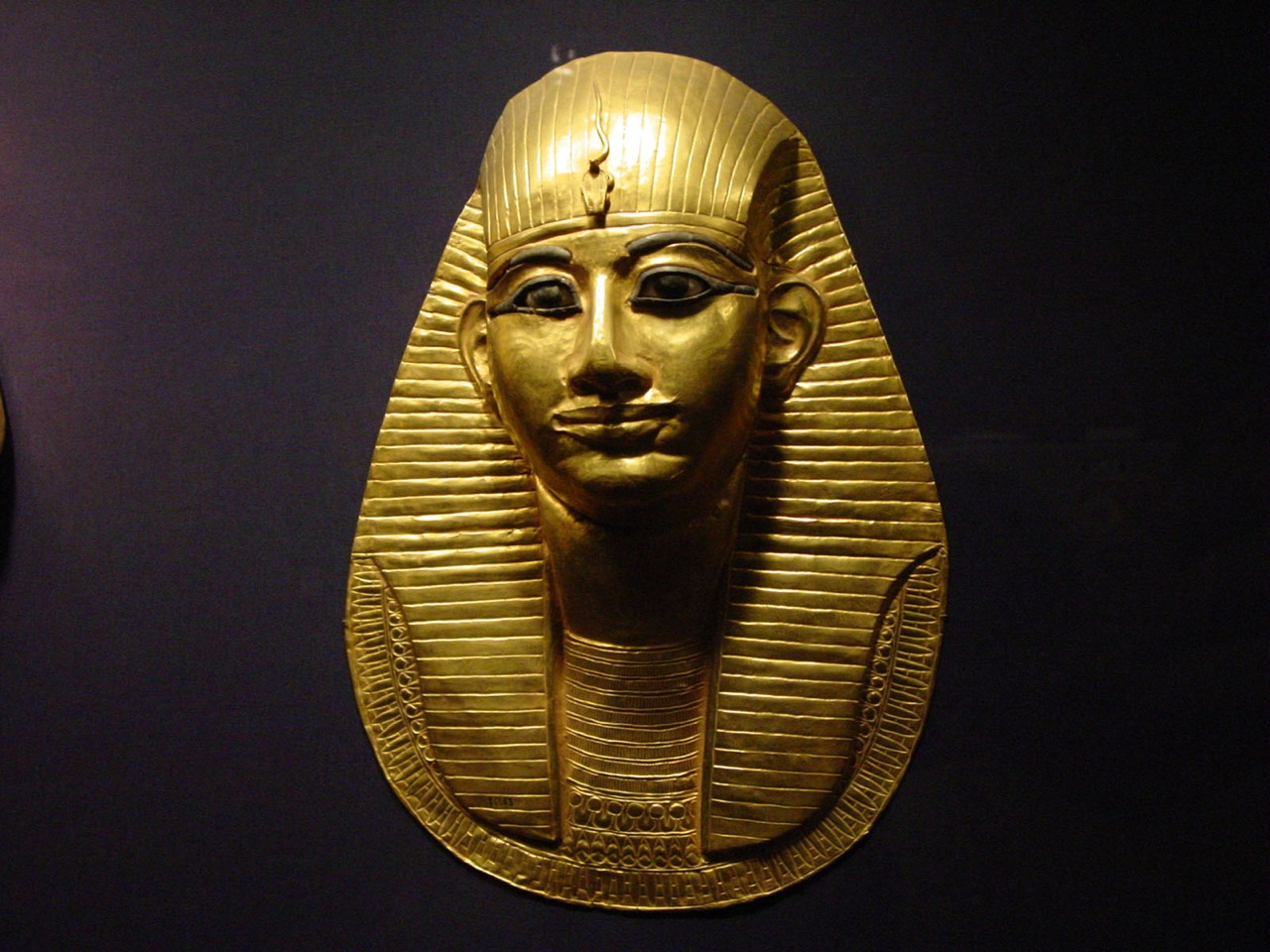
Masque funéraire en or d'Amenemopet

### Le caveau d'Ânkhefenmout
Cette chambre funéraire est indiquée l'appellation NRT III,3. 
Dès le début de l'exploration de l'ensemble de la tombe de Psousennès Ier, les égyptologues discernent une troisième chambre, également murée, contenant un massif sarcophage, remploi du Moyen Empire et qu'ils avaient pensé au début être la sépulture du roi. 
Le sarcophage intact s'avéra appartenir à un prince royal, le général Ânkhefenmout, fils de Psousennès Ier, mais fut découvert complètement vide, manifestement inutilisé. 
Les circonstances qui entourent cette sépulture sans momie restent mystérieuse. Le prince a peut-être été enterré ailleurs, dans une autre tombe qui reste à découvrir, ou bien comme le supposent les archéologues son utilisation était devenue impossible à la suite de l'achèvement puis de la fermeture officielle de la sépulture royale. Cela impliquerait donc que le prince Ânkhefenmout ait survécu à ses parents.

### Le caveau d'Oundjebaoundjed
NRT III,4 : En 1946, après la fin de la Seconde Guerre mondiale, Pierre Montet reconstitue son équipe et est autorisé à reprendre les fouilles de la nécropole. Lors de leurs précédentes campagnes, les égyptologues avaient déjà remarqué l'épaisseur inhabituel du mur sud-est de l'antichambre qui donnait accès aux trois caveaux déjà mis au jour. 
Or la chambre d'Ânkhefenmout était juste assez grande pour contenir le sarcophage du prince, et son mur oriental ne présentait aucune porte ni aucun indice d'une pièce supplémentaire. De même du côté de l'antichambre rien ne permettait à première vue de déceler une chambre cachée. 
Le choix fut fait de retirer les grandes dalles qui formaient le plafond de cette partie de la tombe, et au prix d'un monumental effort pour soulever ces monolithes, l'équipe d'égyptologues découvre alors la tombe intacte d'une haute personnalité de la cour tanite, le général Oundjebaoundjed. 
Ce personnage dont l'existence était attestée sur divers objets trouvés dans la tombe même de Psousennès Ier ainsi que sur certains ouchebtis trouvés dans l'antichambre, était une des personnalités les plus importantes du règne de Psousennès Ier, et reçut le privilège, unique, de posséder son propre tombeau dans le caveau royal. 
Le mobilier funéraire qui l'accompagnait livre une nouvelle collection de vaisselle en or et en argent, des centaines d'ouchebtis, quatre vases canopes en albâtre, et un sarcophage anthropomorphe, remploi du Nouvel Empire.
Ce sarcophage externe contenait un deuxième sarcophage, fait dans une feuille d'argent, qui contenait la momie du général. La mince feuille d'argent s'avéra trop corrodée par le temps pour permettre une conservation complète de cette unique pièce, témoin de la richesse de la noblesse tanite. À l'intérieur gisait les restes désagrégés de la momie d'Oundjebaoundjed.
Elle était couverte de bijoux de haute qualité, rivalisant au niveau de la technicité et de l'esthétique avec les exemplaires portés par son roi et maître, certains étant d'ailleurs des dons du roi lui-même à un de ses plus proches ministres. 
Le visage du général était protégé par un masque en or massif, dont la facture est assez proche de celui qui recouvrait le visage de la momie de Sheshonq II découverte dans l'antichambre voisine, bien que plusieurs générations séparent les deux personnages. Il est certain que ces parures sortent des meilleurs ateliers royaux. Elles nous donnent une idée du faste qui entourait les courtisans du royaume tanite. C'est la dernière découverte d'une sépulture intacte faite à Tanis.

Trésor funéraire d'Oundjebaoundjed
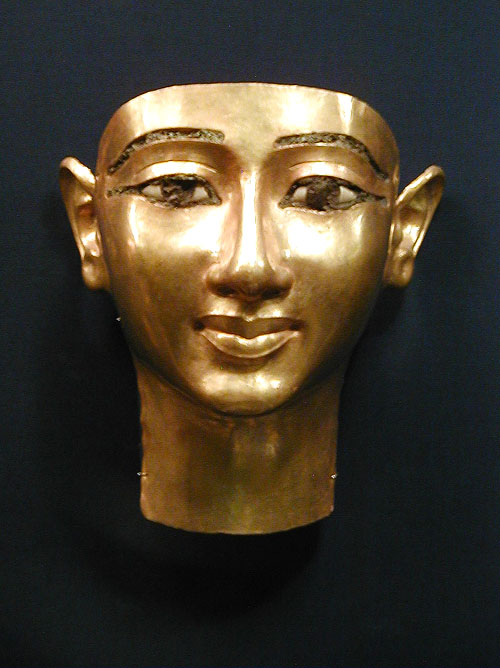
Masque funéraire d'Oundjebaoundjed
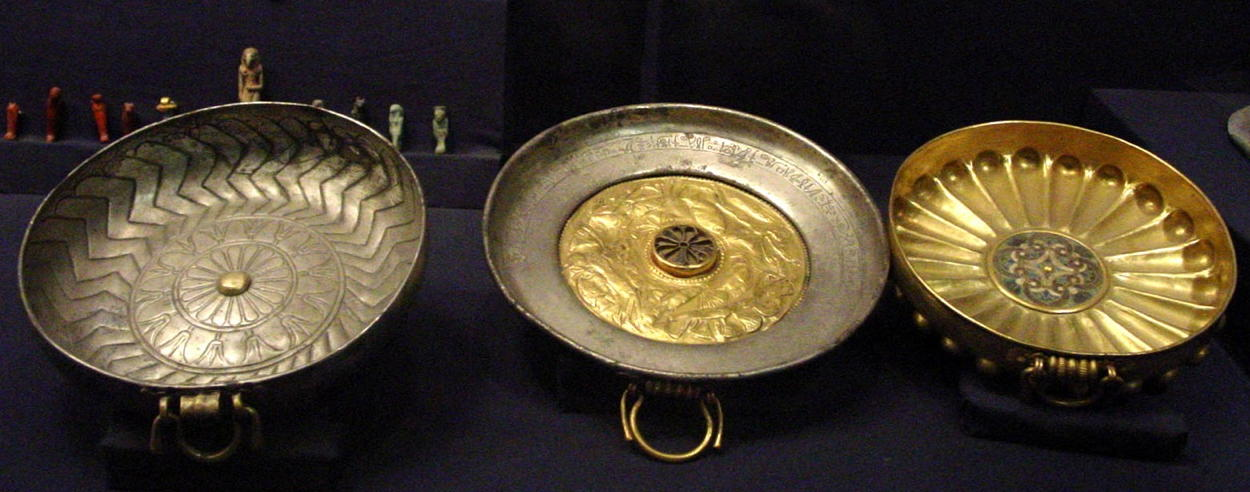
Vaisselle en or et argent d'Oundjebaoundjed

Avec les vestiges retrouvés dans la tombe d'Osorkon II, notamment les parures de la momie d'Hornakht, l'ensemble de ces trésors funéraires trouvés à Tanis représentent les seuls viatiques funéraires royaux ou princiers, découverts en relativement bon état général, depuis la découverte, faite en 1922 par Howard Carter, du tombeau de Toutânkhamon. 
Le tombeau de Psousennès Ier est donc constituée de cinq pièces, dont quatre nouvelles chambres funéraires. Elles ont contenu au moins six sépultures au terme de l'histoire mouvementée de la nécropole royale de Tanis. Découvertes et révélées à l'Histoire en général et à l'égyptologie en particulier, elles viennent illustrer d'une manière inespérée la longue histoire de l'Égypte antique. 
La découverte de Tanis est passée presque inaperçue à cause des événements internationaux qui occupèrent largement l'actualité du monde en cette fin des années 1930 et ce début des années 1940. Elle révèle néanmoins que la monarchie tanite puis libyenne possédait encore un pouvoir et des richesses considérables, se posant en digne héritière de l'ère ramesside et vient enrichir notre connaissance de cette Troisième Période intermédiaire en l'éclairant de manière opulente et raffinée.